# مسجد بایزید

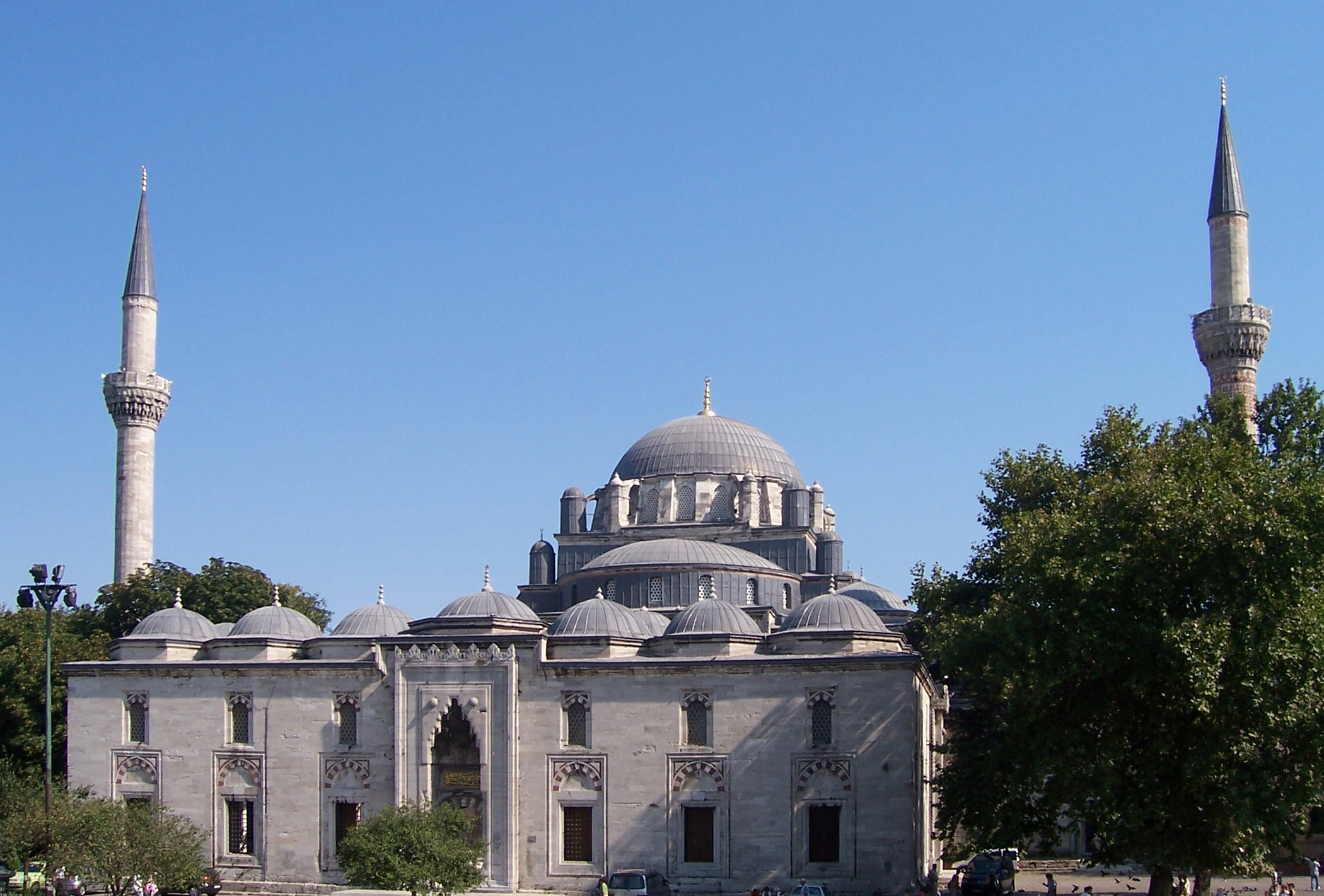
مسجد بایزید

مسجد بایزید از مساجد تاریخی شهر استانبول است که به دستور بایزید دوم سلطان و خلیفه امپراتوری عثمانی ساخته شد. بنای این مسجد از سال ۱۵۰۱ تا سال ۱۵۰۶ میلادی به طول انجامید. معمار این مسجد یعقوب شاه بود.
طاق‌های بالای مسجد توسط ستون‌های سنگی نگاه داشته شده‌است و گنبد روی ستون‌های سنگی قرار گرفته‌است. در اطراف سقف گنبد مسجد بایزید نیز به پیروی از شیوه ایاصوفیه؛ نام‌های الله، محمد ابوبکر، عمر، عثمان، علی، حسن و حسین به خط ترکی عثمانی نگاشته شده‌است. در اطراف این مسجد مدرسه، حمام، کتابخانه و ساختمان‌های دیگر نیز احداث شده بود. در باغ پشت این مسجد مقبره بایزید دوم قرار دارد.